# 耶律圖魯窘
耶律图鲁窘（？—947年）字阿鲁隐，辽国军人。辽肃祖子洽窅（耶律洽慎）的玄孙。

## 经历
有勇有谋略。辽太宗帮助后晋攻打后唐战争中，耶律图鲁窘的父亲敌鲁古为五院夷离堇，战死，太宗便以敌鲁古的职务授给图鲁窘。会同元年（938年），改任北院大王，曾屏蔽左右与皇帝议国家大事，他的看法符合皇帝的意图。
946年耶律图鲁窘跟从皇帝征讨石重贵，杜重威拥十万多士兵军拒浮沱桥，力战数日，不得前进。辽太宗说：“两军争渡，人马疲矣，计安出？”（两军争着渡河，人马都累了，有什么计策？）诸将请求暂时退兵，为日后着想，皇帝同意。耶律图鲁窘厉色进谏 ：“臣愚窃以为陛下乐于安逸，则谨守四境可也；既欲扩大疆宇，出师远攻，讵能无厪圣虑。若中路而止，适为贼利，则必陷南京，夷属邑。若此，则争战未已，吾民无奠枕之期矣。且彼步我骑，何虑不克。况汉人足力弱而行缓，如选轻锐骑先绝其饷道，则事蔑不济矣 。”（臣以为陛下乐于安逸，只要守住边界就行了，既然要扩大疆域，出师远攻，皇帝不能不考虑。走到半路停止，恰好对敌有利，南京必然失陷，如果这样，战争还没打，百姓没有希望了。且对方是步兵，我们是骑兵，怎么不能击败他们？汉人足力弱走得慢，可选轻锐骑先截断他们的粮道，事情必然成功。）辽太宗嘉奖说 ：“国强则其人贤，海巨则其鱼大 。”于是截断对方粮道，几次出师以牵扯对方军力，杜重威果真投降如育。耶律图鲁窘因功获赐甚厚。次年春，逝世于军中。